# Ray Bellm
Pas d'image ? Cliquez ici
Raymond Bellm, né le 20 mai 1950 à New Malden, est un ancien pilote automobile britannique. Il a remporté le Championnat du monde des voitures de sport à trois reprises dans la catégorie C2.

## Palmarès
- Vainqueur de la catégorie C2 du Championnat du monde des voitures de sport en 1985, 1987 et 1988 en compagnie de Gordon Spice
- Vainqueur de la catégorie C2 des 24 Heures du Mans en 1985 et 1988
- Vainqueur du Championnat BPR en 1996 en compagnie de James Weaver

## Résultats aux 24 Heures du Mans
| Année | Voiture                 | Équipe                          | Équipiers                              | Résultat |
| ----- | ----------------------- | ------------------------------- | -------------------------------------- | -------- |
| 1984  | Tiga GC84               | Spice Tiga Racing               | Gordon Spice / Neil Crang              | Abandon  |
| 1985  | Tiga GC85 (en)          | Spice Engineering               | Gordon Spice / Mark Galvin (en)        | 14e      |
| 1986  | Spice SE86C             | Spice Engineering               | Gordon Spice / Jean-Michel Martin      | 19e      |
| 1988  | Spice SE88C             | Spice Engineering               | Gordon Spice / Pierre de Thoisy        | 13e      |
| 1989  | Spice SE89C             | Spice Engineering               | Gordon Spice / Lyn St. James           | Abandon  |
| 1994  | Porsche 911 Carrera RSR | Bristow Racing / Erik Henriksen | Harry Nuttall / Charles Rickett (en)   | Abandon  |
| 1995  | McLaren F1 GTR          | GTC Gulf Racing                 | Mark Blundell / Maurizio Sandro Sala   | 4e       |
| 1996  | McLaren F1 GTR          | Gulf Racing / GTC Racing        | James Weaver / JJ Lehto                | 9e       |
| 1997  | McLaren F1 GTR          | Gulf Team Davidoff / GTC Racing | Andrew Gilbert-Scott / Masanori Sekiya | Abandon  |